# Poduromorpha
Poduromorpha (подури) — ряд комах класу Покритощелепних.

## Опис
Це білі комахи, схожі на бліх, що можуть стрибати, розміром 1-2 мм. Ці дрібні безкрилі комахи живуть у ґрунті або на поверхні під опалими листям. Масово розмножуються тільки в перезволоженому субстраті. У більшості видів на кінця черевця є спеціальний вилкоподібний додаток, за допомогою якого ногохвостки можуть стрибати, тому їх називають також вилкохвостами або подурами. Ногохвостки живляться рослинними залишками, що розкладають, грибами, бактеріями і водоростями. Деякі види, наприклад біла ногохвостка (Onychiurus armatus), ушкоджує розсаду і підземні частини рослин. Вони вигризают невеликі отвори на стеблинках, іноді на коріннях. Ушкоджені частини рослин при цьому піддаються бактеріальному розкладанню, що ще більше їх послабляє. Найбільшу шкоду ногохвостки приносять восени і взимку, у вологий і холодний час, коли ріст рослин припиняється.

## Систематика
Надродина Neanuroidea
- Родина Brachystomellidae
- Родина Neanuridae
- Родина Odontellidae

Надродина Poduroidea
- Родина Poduridae

Надродина Hypogastruroidea
- Родина Hypogastruridae
- Родина Pachytullbergiidae
- Родина Paleotullbergiidae

Надродина Gulgastruroidea
- Родина Gulgastruridae

Надродина Onychiuroidea
- Родина Onychiuridae
- Родина Tullbergiidae

Надродина Isotogastruroidea
- Родина Isotogastruridae